# Veenendaal Veenendaal Classic Feminina
A Veenendaal Veenendaal Classic Feminina (oficialmente: Veenendaal Veenendaal Classic) é uma concorrência ciclista feminina de um dia que se disputa nos Países Baixos, com saída e chegada na cidade de Veenendaal, na província de Utrech. É a versão feminina da corrida do mesmo nome, a qual se disputa desde 1985.
A corrida foi criada no ano 2018 como concorrência de categoria 1.1 do calendário internacional feminino da UCI e a sua primeira edição foi vencida pela ciclista neerlandesa Annemiek van Vleuten.

## Palmarés
| Ano  | Vencedor             | Segundo             | Terceiro         |           |
| ---- | -------------------- | ------------------- | ---------------- | --------- |
| 2018 | Annemiek van Vleuten | Małgorzata Jasińska | Lorena Wiebes    |           |
| 2019 | cancelado            | cancelado           | cancelado        | cancelado |
| 2020 | cancelado            | cancelado           | cancelado        | cancelado |
| 2021 | cancelado            | cancelado           | cancelado        | cancelado |
| 2022 | Gladys Verhulst      | Karlijn Swinkels    | Rachele Barbieri |           |
| 2023 | Lotte Kopecky        | Martina Fidanza     | Daria Pikulik    |           |
| 2024 | Riejanne Markus      | Barbara Guarischi   | Marthe Truyen    |           |

## Palmarés por países
| País          | Vitórias |
| ------------- | -------- |
| Países Baixos | 1        |